# 六四事件中的天津市
1989年春夏之交，中华人民共和国爆发全国性抗议运动，史称六四事件或八九民运，中国官方称1989年春夏之交的政治风波。期间與抗議中心北京相近的中國直辖市天津，很早就出現抗议、游行、罢课、集会及其他各類政治表达，並且天津、北京、河北的政治、社會運動，往往彼此聯動。这些活动多由学生、工人主导，也包含市民等群体发起，乃至有體制內人士參與，与全国范围内的抗议相呼应。

## 4月
4月15日晚，在聽聞胡耀邦去世后，约有2000名学生在天津南开大学校园内哀悼 。4月16日，南開大學、天津大學等校出現標語、輓聯及大小字報。晚上该两校逾千名學生呼喊「沉痛悼念耀邦」、「要民主,反獨裁」,在學校周圍遊行。
4月17日，高校有人作闕詞《采桑子·哭耀邦》:「神州驚泣動風雷,痛灑珠淚。幾多思念,更奈何星隕心隨。成敗彈指千古罪,誰心有愧?無言以對,歎蒼天意欲何為」。有人贴出对联「上有獨夫下有愚民,國殤將至吾輩何悲」「中華上空耀星猝隕蒼天低垂淚,炎黃大地希望何在天地常慟哭」。当晚9时，南开大学千余名学生上街游行，高唱《我們的隊伍向太陽》、《国际歌》《国歌》等歌曲，喊着“打倒独裁”“民主万岁”“自由万岁”、「打倒專制」等口号。并走向鄰近的天津师范大学（当时天津師大校門緊閉）。他们冲挤大门，尝试鼓动師大學生參與。師大領導和教師在場勸阻，學生未出校門回應。之后一隊警察到場。此后南開學生逐漸返校。
4月18日，南開大学有人贴出大字報《新五四綱領》，提出十二條主張：
一、擁護改革開放,堅持人民民主專政和共產黨的領導。
二、改革人大選舉制度,提高人大代表政治活動素質,人大代表化;擴大政協權力,使其成為中國的參議院。 
三、竭力支持和強化第二大黨民盟的實力和地位,通力壯大改良,促使代表民主科學的民盟為一個能產生足夠抗衡力的政黨。
四、確立知識分子在國家領導階層中的主導地位,實行英才領導。
五、李鵬辭職以謝天下,因其不才、不力、保守。
六、允許公開研究和討論現有中國政治和權力問題。
七、新聞自由、出版自由、言論自由,除黨報、黨刊外,將對全國報刊的直接領導改為通過立法監督的間接領 。除了違反法律和有損人類尊嚴、人類生存和有害人類生存環境的思想外,允許新聞界引進世界各國的學術思想和學術著作。
八、對官倒的整頓公開化,允許新聞自由報導此類情況。
九、對1986年學潮和所謂自由化進行重新評價,共產黨對當年的鎮壓和反自由化運動公開道歉,為方勵之、劉賓雁平反。
十、特赦政治犯,那些在不同時期由於民主自由活動及持不同政見而依然在獄的政治犯立即釋放。
十一、將共產黨在各大學的領導降級為派駐監督,通過立法使大學成為獨立自主、學術自由的文化科學聖地,永遠免遭政治獨裁、愚昧偏見的衝擊。

十二、取消大學必修的思想政治課。
4月19日晚，南开大学有三四百名学生在学生食堂演讲，有十几个人发言。声称要“撤销北京市公安局关于游行的规定，修改宪法，搞国共合作”。演讲中，有人呼籲去天津市政府游行，有人反对有人响应。演讲结束后，中文系十几名学生抬着花圈和胡耀邦遗像，放到校园内的周恩來纪念碑前，学生没有上街。
4月20日上午，北方交通大学学生给天津的大学生打电话，要求声援北京的学生运动。當天的两个团体火車票共76张，都被学生购走，下午五点已有天津五十人到京，來自南開法律系、生物系学生抵达天安门广场，這是首批外地高校學生赴京活動。他們随北京高校学生离去。另有百余名天津学生购买到北京的火车票，计划21日下午2时赴京游行。
4月22日，繼續有學生示威活動。南开大学学生会干部集体辞职。生物系、数学系成立了“学生自治会”，准备带领学生到天津市政府请愿。该校臨時學生會又称“新觉悟社”已拟定了《成立宣言》，提出鄧小平停止垂簾聽政、重新製定憲法、釋放或平反魏京生、方勵之、劉賓雁、王若望等人、徹底否定反右運動、重新评价八六学潮，并要求言論、出版自由的十条行动纲领。新觉悟社也計劃组织上百人到北京、成都、西安等地高校串联，为“五四”搞大型活动做准备，并提出“不喊打倒共产党的口号，不让社会上的人参加，争取工人同情”。公安局報告該組織核心圈“不让外人介入”，“以免被抓住把柄”。学生指责官方原有的舊學生會、研會“陽痿”，并对其进行“廢黜”，通过选举产生新的學生組織實行聯合罷課。通过和北京方面的协同，北洋大學(天津大學)和南開大學等学校成立了學生聯合自治會、「天津高校自治聯合會」，與北京統一口號和步驟。新的学生组织并不为校方承认。
4月23日，南開大學、天津大學等校發起罷課活動。当晚，逾萬名學生舉行了幾天來規模最大的遊行，其直接原因是天津高校赴京團回去後用大字報披露了20日新華門事件和22日天安門廣場的情況，激起了學生的憤怒情緒。此次遊行，四人一排，井然有序，呼喊「愛國無罪 」、「聲援北京，嚴懲兇手」等口號。
4月24日，南開有學生開始罷課。次日，天津各主要高校出现部分学生罢课，学生到课率明显下降，南开大学三分之一学生罢课，集会演讲呼吁声援北京。87名南开青年教师贴出“支持学生罢课”标语。有學生將北京學生的來信抄成大字報貼出來，稱「北京學生被軍警打傷」、「北京高校已開始無限期罷課」等。高校的一些幹部認為,如果北京事態不平息,天津的學生工作難以見效。
四二六社論的發表再次引發大規模學生抗議。4月26日上午，南開二十多個系的學生代表在校內集會。有人認為這次學運是“有著深厚群眾基礎”，起因是因為“群眾信任危機”、“改革走到了十字路口”,“政府官員普遍腐敗和一連串決策失誤”,“經濟發展緩慢”。也有人強烈反對四二六社論使用了的「政治鬥爭」一詞，認為其「別有用心」。4月27日，南開大學學生继续罷課 。天津大學、南開大學有2萬多人拿著標語和橫幅遊行，並高喊「打倒貪官污吏」、「新聞要講真話」。
4月28日下午2时，南开大学、天津大学、天津师范大学、天津纺织工学院、河北工学院、天津轻工学院等八所院校的近萬名學生在海河廣場集合遊行，在海河广场集合上街游行，抗议四二六社论。示威者打著「鄧小平說,不抓辮子,不扣帽子,不打棍子」、「民主萬歲」、「愛國無罪」、「新聞要講真話」、「媽媽,我們沒有錯」等橫幅,呼喊「學生請願,不是動亂」、 「我們請願,流血無憾」、「人民日報,胡說八道」、 「中央電台,顛倒黑白」、 「光明日報,一團漆黑」、「社論社論,奇談怪論」等口號。遊行中有人用手提喇叭演講：「遊行的目的就是證明學生的行動決不是動亂。」遊行隊伍前有警車開道,後有警察摩托車維持秩序,兩旁有警察將圍觀民眾隔開,兩邊均有學生手挽手維持秩序，防止外人混入。有人認為天津市委對學生遊行採取疏導方針，與北京市委做法大不相同，並紛紛議論天津市委書記李瑞環的處理方式。晚8时，这些学生陆续返校。
學生示威者的活動得到市民的支持，並通過捐贈的方式表達。在天津和北京的運動發起人之間，每天有專人來往傳遞一線信息,並定時在學校廣場公佈北京快訊。一名天津學生楊波在中央電視台接受採訪後，很多示威者指責其“大放誣蔑之詞”，並指楊是“學賊”，甚至北洋大學、南開大學出現“全體女士”發表的“聯合聲明”，表示斷絕與楊波的私人關係。由於北洋大學（天津大學）的校園與市交通幹道僅一柵欄之隔，每天很多學生在此處作義務宣傳員，以溝通同市民、工人的對話。天津市政府增派多名交通警在此維持秩序,支持示威的市民則常常逗留到深夜，並公開聲討四二六社論等。
4月29日，南開、天津大學、河北工學院上千名學生乘78次列車到北京,在列車上散發傳單。晚上，中央电视台播出了袁木等人与学生的对话录像后，继续有大学生因为不满，上街或在校内进行游行，抗议袁木讲话。据4月30日的一份报告透露，南开大学裡有更多的海報被張貼，有大约一半的学生參與罷課。

## 5月
5月1日，天津有北洋大學的學生到北京張貼題為《天津在燃燒》的大字報，署名“一處境不妙但仍要說真話的學生”，表示天津學生自治聯合會“正與北京接觸以求鬥爭的徹底勝利,希望北京派人赴津商洽統一行動,壯大力量”，請求北京方面接待天津組織的赴京助威請願，並就“鬥爭策略”呼籲北大“應擔負起領導者的使命,聯合京、津、滬、寧、漢各高校統一行動,統一指揮”，也建議“擴大影響,强化宣傳,針對政府虛偽真相進行堅決揭露,並且迅速通告天津等地,確定新的鬥爭目標及口號,與政府的新聞封鎖進行針鋒相對的鬥爭”。
5月3日，南开大学、天津大学、天津商学院、河北工学院、天津纺织学院、天津轻工学院、天津财经学院、天津师大的部分学生在南开大学集会，商量次日晚上一起上街游行。5月4日晚7时，南开大学、天津大学、紡織工學院、 民航學院等10所院校5000余名学生上街游行。他們沿途散發《四二九對話聲明》、《中國人民大學博士生宣言》 《告天津同胞書》等傳單，打的横幅主要内容是“反对新闻封锁”，“再造中华民族”、「擁護共產黨的正確領導」、「要求平等對話」、「紀念五四」、「要民主、要自由」等。晚11时游行的学生陆续返回学校。
5月6日，天津大學數十名學生在校內集會演講，有人從北京回來後傳播信息，說戈尔巴乔夫访华時還會有行動，也有人說「中央內部有鬥爭」。5月7日，南开大学有学生成立《宽容》杂志社，指其“奉行自由、民主、科学、法制”的宗旨，对稿件“观点不作要求”。5月8-9日，南开大学学生自治会在校内张贴《公告》称：“全国各地爱国民主运动已进入一个新时期，现就有关问题请教校内外关心学运的师生：1、在当前形势下爱国民主运动走向何处？2、各国民主运动进程及其对我们的教益。3、校园民主制度的形成途径”，“由於目前形勢需要,因此我們準備成立一個學生對話代表團”。自治會亦指其宗旨是“廣泛宣傳民主思想及一切有利於推動中國現代化進程的學術理論和成就,並通過各種形式的活動,探討和推進校園的民主化進程,最終推動全國的民主化進程”。有人贴出该校学生与北大通话的大字报，称北大仍坚持罢课；要坚持到五月中旬戈尔巴乔夫访华。也有人鼓勵學生「自由、廣泛地進行各種集會,並結社和辦報,首先在校內形成一種民主氣氛」。
5月10日中午，南開大學出现题为《和平民主进京》大字报称“学生运动正处在关键时刻。为了把本次学生爱国民主运动推向新的高潮，天津市高校学生自治联合会、南开大学学生自治会决定组织“和平民主请愿团”于5月14日骑车进京”。晚上，天津高自联在南開大學召开天津各高校自治会负责人会议，宣布天津赴京请愿团共有500人参加，目的为“欢迎戈尔巴乔夫先生访华；声援北大，敦促政府尽快与学生进行平等对话；要求深化政改，加快民主化进程”。天津有關部門和校方則努力勸阻請願團到北京。另外天津也有两个穆斯林阿訇计划带二十余名教徒和传单到北京與牛街的回族串联，抗议上海《性风俗》事件。
5月11日，天津11所大中專院校教職工，科技、文藝、新聞等單位工作人員，加上天津市委、黨校幹部,工礦企業幹部,共數萬人上街遊行,市民夾道歡迎。500多名南開大學學生騎自行車由天津抵達北京聲援。5月14日早六时，南開大學、天津大学、河北工学院、天津师大、纺织学院、商学院等院校约七百多名学生骑自行车从南开大学出发，进京请愿。学生出发前学校和公安机关做了劝阻工作，但学生执意不听，公安机关遂派出干警沿途维护秩序。行进途中，有的学生向群众散发传单，有的利用间歇时间进行演讲，部分学生在公路上先后拦截十几辆卡车搭车进京，人群中還有一名美國學生。还有天津大学、南开大学的700多名“和平民主请愿团”人员乘火车进京。下午六时许，这批天津学生进入天安门广场，绕场一周，吸引数千学生和群众跟随。「天津工人愛國聯合會」、「天津愛國民族自治會」、「天津市民請願團」、「中華各界愛國民主聯合會」等民运组织亦相继成立。其中「天津愛國民族自治會」負責人为李振琪。「天津市民請願團」主要成員包括馮國偉、葉福展、贾長嶺。亦有民运人士周恩東成立「天津工人自治聯盟」。
5月15日，北京学生的绝食请愿引起天津高校学生声援。5月16日下午，由南开大学“学生自治会”组织的赴京请愿团第二梯队，在学校签名后出发，骑自行车声援北京绝食学生。截止晚上7时，天津各大学已有1500名学生乘火车前往北京，声援绝食静坐的学生。16日下午，南開大學、天津大学、天津师大等校学生陆续到天津东站广场静坐、发表演讲、呼喊口号，晚饭后人数达到400多。当日还有南開大學90名正副教授、256名青年教師聯署「南開大學教職工緊急呼籲書」。
5月17日-18日，天津市逾五萬名工人、幹部、科研人員、新聞工作者、中學生遊行，其中有逾萬名高校師生，有的老教授由學生攙扶著昂首前行。50餘名電視电台編輯、記者遊行至「南開大學」、「天津大學」與學生匯合。南開部份師生抬著骨灰盒和花圈遊行（因據傳北京有絕食學生死亡），高呼「學生絕食，政府絕情，人民絕望」等口號，標語和橫幅有「改組政府」、「家長專制，立即結束」、「老人政治，關停並轉」、「集體負責，集體辭職」、「解散中顧委」、「要廉政，不要簾政」、「拖延對話，等於屠殺 」、「趙紫陽、李鵬出來」、「不自由，毋寧死」等等。有的學生用草簾諷刺鄧小平「垂簾聽政」。天津市人大常委會副主任楊堅白和天津大學校長吳詠詩分別發表致中共中央、國務院的公開信，呼籲中共中央立即與學生對話。当天早上，还有2000余名学生乘长途公共汽车到北京声援。
5月19日，天津声援北京的游行人数在万人以上。北京宣布戒严后，20日凌晨二时，南开、天津大学等院校6000多名学生和教师上街游行，到天津站广场静坐，早上九时许，学生陆续返校。
5月20-21日，南開大學、天津大学等十几所高校5000余名学生教师在南开大学集中后上街游行，呼喊“打倒李鹏”、“打倒腐败政府”、“鄧小平、李鵬下台”、“紫陽出来”等口号。天津高校也广泛流传万里、邓颖超发表声明，反对李鹏政府的流言。还有高校出现个别党员以支部或个人名义张贴反对戒严的大字报。22日，南开大学元素所的研究生以学生党支部的名义贴出题为《致中共中央》的大字报，呼吁“建议中央马上免去李鵬政治局常委职务；中央提请人大常委会免去李鵬国务院总理职务；中央提请人大常委会任命赵紫阳临时主持国务院工作；建议立即撤销北京的戒严令”。5月23日，天津市高學生三五成群到各工廠演講，呼籲罷工。一些下崗工人與學生聯繫密切。
5月24日，李鹏与天津市委书记李瑞环谈话。天津市公安局报告，天津市高校自治联合会已决定将派出一万名学生到北京声援。各高校300多名学生继续上街游行，多数学生在校内张贴大字报并集会演讲。晚上，南開大學、纺织学院、醫學院、技工师范大学三百多名学生到天津站广场静坐。官方指24日晚十时至25日凌晨二时，“天津民众声援团”二百多人骑着自行车“在主要街道来回乱窜，狂呼乱喊，并几次进入天津站广场骚扰”。
5月25日上午，天津大學、南开大学等高校的师生，加上工人和知识界人士（包括文艺界、教育界、科技界、新闻界）上街舉行環市大游行，逾三万人参加，有5万名群眾目睹了此次抗議，为天津自戒严令发布以来最大规模的游行。打着“天津作家协会”、“南开大学教授”横幅的队伍走在最前面，许多人请游行队伍中的作家冯骥才、蒋子龙签名，天津市政协副主席、南开大学教授陈茹玉，天津市政协常委、中科院学部委员陈荣悌，中科院学部委员何炳林，作家柳溪亦参加了游行。游行队伍于下午一时陆续散去。下午三时，天大机电分校、南开大学、天津医学院等14个院校和单位的300多人在天津广场演讲、静坐。。
5月26日，天津市经贸委主任张炜在天津市的表态会上，公开表示反对动用武力镇压学生运动，表示不贊成李鵬講話，并宣布辞职，是第一个局级干部辞职。张曾任北大学生会主席、共青团北大团委书记、全国学联副主席、天津开发区主任。当时已内定升任天津常务副市长。
5月28日上午，高校一千余名学生（河北工学院约150名、南开大学数百名）打着“世界华人大游行”的横幅游行，响应当天的“全球华人大游行”。他们呼喊“打倒独裁政府”、打倒专制政府”，“结束老人政治”等口号。下午，游行和静坐的学生陆续返回学校。广场静坐的学生负责人、南开大学经济系的学生马力认为静坐“不打算搞时间太长了”，并表示“这次学生运动失败了，但要唤起民众，给人民留下深刻的印象”。
5月底，受空校运动影响，高校在校学生开始减少，大批学生离校回家。5月31日，南開大學学生自治会主席以学生运动已取得成果的名义，发表辞职声明。

## 6月
6月1日，南開大學、天津大学有人呼吁搞“不合作运动”，校内呼吁“不合作运动”的大字报称“抵制购买今年的国库券；把银行存款取出，摧毁李鹏赖以生存的经济基础；开展空校运动，师生都回家”。口号是“李鹏不下台，我们不回来”。
6月2日，公安已抓獲一百四十五名“流竄罪犯”。6月2日晚，天津大学“自由之声广播电台”开播，二三千人围观，导致交通阻塞。广播的主要内容包括宣传当时北京学生立起来的天安门广场民主女神像，于光远支持学生运动，并指责《北京日报》总编辑是“镇压学生运动的急先锋”等。随后有学生在天津大学广场集结后在校内游行，最多时达2000余人。南开大学、纺织工学院还有人贴出公告或进行广播，鼓动学生“空校”。
6月3日晚，戒严部队开始进军天安门。中央电视台播放了戒严部队的《紧急通知》后，各大学学生反应强烈。6月4日上午，南開、天大、纺院、商院、輕院、師大等九所高校一万多名学生抬着花圈、戴着白花和黑纱，举着横幅，呼喊着口号上街游行、演讲，有的学校组织了“敢死队”，还有人扬言要组织暗杀队。全市十八路100多部公共汽车被刷上标语。和平公安分局门口的一部大轿车、一部警车的玻璃被南開学生砸坏。南開和天大还分别组织了几十人的“赴京敢死队”，声称“要为北京死难的学生报仇”，并强行进入车站被劝阻。公安局指学生自治会领导者的态度十分强硬，鼓动学生敢死队卧轨阻拦火车。
6月5日，支持民运的高校学生情绪相当激烈，在校内放哀乐。有些学生到街头和市政府门前演讲。下午，仍有十余所高校数千名学生上街游行。6月6日，天津市高校中仍流傳北京流血的消息，不時出現抗議的大字報。上午7時，南開約三百名學生在學校附近路口攔起人牆、設置路障，阻斷交通。6月7日，天津继续有民众在街上示威游行或设置路障。

## 後續
在事件中，天津市委书记李瑞环因其处理手法（以及处理1986年天津学潮的成果）得到邓小平赏识，进入中央领导层成为政治局常委。六四之后，天津市当局在各地成立「保衛人民、保衛天津大隊」(雙衛隊)，以堵截示威者，並於6月8日，成立天津市雙衛隊總指揮部以隨時出動打擊“製造事端”的民運支持者。6月8日,天津市守橋武警抓獲汪勝利、 陸新明兩名參加北京 「打、砸、搶、燒暴亂分子」。
6月9日,公安機關在雙衛隊配合下，取缔「天津工人愛國聯合會」「天津愛國民族自治會」兩個組織，抓獲王寧、李振琪等十餘名骨幹分子。11日,天津市雙衛隊指揮部與公安局聯合緝捕了19名由北京和其他地區进入天津的民運分子。天津公安段民警抓獲攜帶500多份民運組織「中華各界愛國民主聯合會」簡介及話筒等物，從北京來天津的孫建春。
6月12日,天津公安局發出關於取締「天津市高校學生自治聯合會」、「天津愛國工人聯合會」、「天津愛國民族自治會」及各高校「學生自治聯合會」 等民運組織的通告,限定其五日內“登記自首”,否則“從嚴懲處”。《天津日報》透露，公安機關逮捕馮國偉、葉福展、賈長嶺等一批「市民聲援團」、「市民請願團」成員。6月15日,天津鐵路公安分局抓獲北京的民运参与者龔永剛、龔輝、劉建強三人。
当局指到15日,天津公安局已抓獲67名由北京及外地逃入天津的民運分子。6月21日,天津各級公安機關和武警部隊聯合行動,捕獲孫家明、李風金、韓振元 、盧金生、王立清等一批犯人。26日,鐵路西站雙衛隊又抓獲四名犯人。

## 另見
- 六四事件
- 1989年中華人民共和國抗議地區列表
- 六四事件中的河北省